# 하버드-스미스소니안 천체물리학 센터
천체 물리학 센터 | 하버드 & 스미스소니안(CfA)은 하버드 대학교 천문대와 스미스소니안 천체물리학 천문대가 공동으로 운영하는 천체 물리학 연구 기관이다. 1973년에 설립되어 매사추세츠주 케임브리지에 본사가 있으며 천문학, 천체 물리학, 지구 및 우주 과학, 과학 교육 분야의 광범위한 연구 프로그램을 이끌고 있다. 이 센터는 곧 설치될 예정인 거대 마젤란 망원경 (GMT)과 NASA의 거대 관측소 중의 하나인 찬드라 X선 관측선 등을 포함하여 전자기 스펙트럼 전반에 걸쳐 15개 이상의 지상 및 우주 기반의 천문 연구 관측소의 개발 및 운영을 주도하거나 참여하고 있다.
850명 이상의 과학자, 엔지니어 및 지원 직원을 수용하는 이 센터는 세계에서 가장 큰 천문학 연구 기관 중 하나이다. 노벨상을 수상한 우주론 및 고에너지 천체물리학 분야에서의 연구업적, 많은 외계행성의 발견, 블랙홀의 첫 번째 이미지 등이 연구소의 프로젝트에 포함되어 있다. 이 센터는 또한 글로벌 천체 물리학 연구 커뮤니티에서 중요한 역할을 하고 있다. 예를 들어 이 센터의 천체물리학 자료시스템(ADS, Astrophysics Data System)는 천문학 및 물리학 논문의 세계 온라인 데이터베이스 로 보편적으로 채택되었다. 설립 이후 대부분의 기간 동안 "하버드-스미스소니안 천체물리학 센터"(Harvard-Smithsonian Center for Astrophysics)로 알려진 이 센터는 하버드 대학교와 스미스소니안 협회 간의 공동 협력이라는 독특한 지위를 반영하기 위해 2018년 현재의 이름으로 개명하였다. 센터의 현 소장(2004년 이후)은 조지 B. 필드 (1973~1982년 소장)와, 어윈 I. 샤피로 (1982~2004년 소장)의 후임으로 찰스 R. 앨콕이다.

## CfA의 역사
'천체 물리학 센터 | 하버드 & 스미스소니안'은 공식적으로 독립된 법적 조직이 아니라 하버드 대학교와 스미스소니언 협회 간의 양해각서에 따라 운영되는 기관이다. 이 협력은 1973년 7월 1일, 1인의 소장 하에 하버드 대학교 천문대 (HCO)와 스미스소니안 천체물리 천문대 (SAO)의 관련 연구 활동을 조정하는 것을 목표로, 매사추세츠주 케임브리지에 있는 하버드 대학교 건물 내에 설립하면서 공식화되었다. 따라서 센터의 역사는 그것을 구성하는 완전히 독립적인 두 조직의 역사이기도 하다. 도합 300년 이상의 수명을 가진 HCO와 SAO는 센터 설립 이전의 천문학 역사에서 중요한 여러 이정표를 세웠는데, 아래에 간략하게 요약되어 있다.

### 스미스소니언 천체 물리학 천문대(SAO)의 역사
1890년 3월 1일 스미스소니언 3대 협회장인 새뮤얼 피어폰트 랭글리(Samuel Pierpont Langley)는 스미스소니언 성 (US 내셔널 몰 ) 남쪽 부지에 스미스소니언 천체물리학 천문대를 설립했다. 천체 물리학 천문대 초기의 주요 목적은 "태양 열의 양과 특성을 기록하는 것" 이었다. 찰스 그릴리 애봇(Charles Greeley Abbot)은 SAO의 첫 번째 회장으로 임명되었으며 천문대는 가시영역의 전자기 스펙트럼 영역에서의 태양의 강도를 매일 측정하기 위해 태양 망원경을 운영했다. 그렇게 함으로써 찰스 애봇은 태양 상수를 엄밀하게 측정하여 태양 변동성을 우연히 발견할 수 있었다. 태양 관측소로서의 SAO의 초기 역사는 크리밀다 폰테스(Crimilda Pontes)가 1965년에 디자인한 스미스소니안의 "sunburst" 로고에 영감을 주었을 가능성이 있다.
1955년에 SAO의 과학 본부는 하버드 대학교 천문대 (HCO)와 제휴 하기 위하여 워싱턴 DC에서 매사추세츠주 케임브리지로 이전했다. SAO의 새 소장으로는 하버드 대학교 천문학과장이었던 프레드 로렌스 휘플(Fred Lawrence Whipple)이 임명되었다. 따라서 SAO와 HCO 간의 협력 관계는 CfA의 공식 창설보다 18년 앞선 것이다. SAO의 하버드 캠퍼스 이전은 연구 프로그램의 급속한 확장을 가져왔다. 1957년 세계 최초의 인공위성인 소련의 스푸트니크 호의 발사 이후, SAO는 전 세계 위성 추적 네트워크를 구축하기 위한 국가적인 과제를 수락하여 우주 트랙 프로젝트를 통하여 미 공군과 협력했다.
이듬해 NASA의 창설과 우주 경쟁 전반에 걸쳐 SAO는 지구 궤도 천문대와 대형 지상 기반 망원경, 실험실 및 이론 천체 물리학, 천체 물리학 문제에 대한 컴퓨터 응용 분야의 주요 노력을 주도했다.

### 하버드대학교 천문대(HCO)의 역사

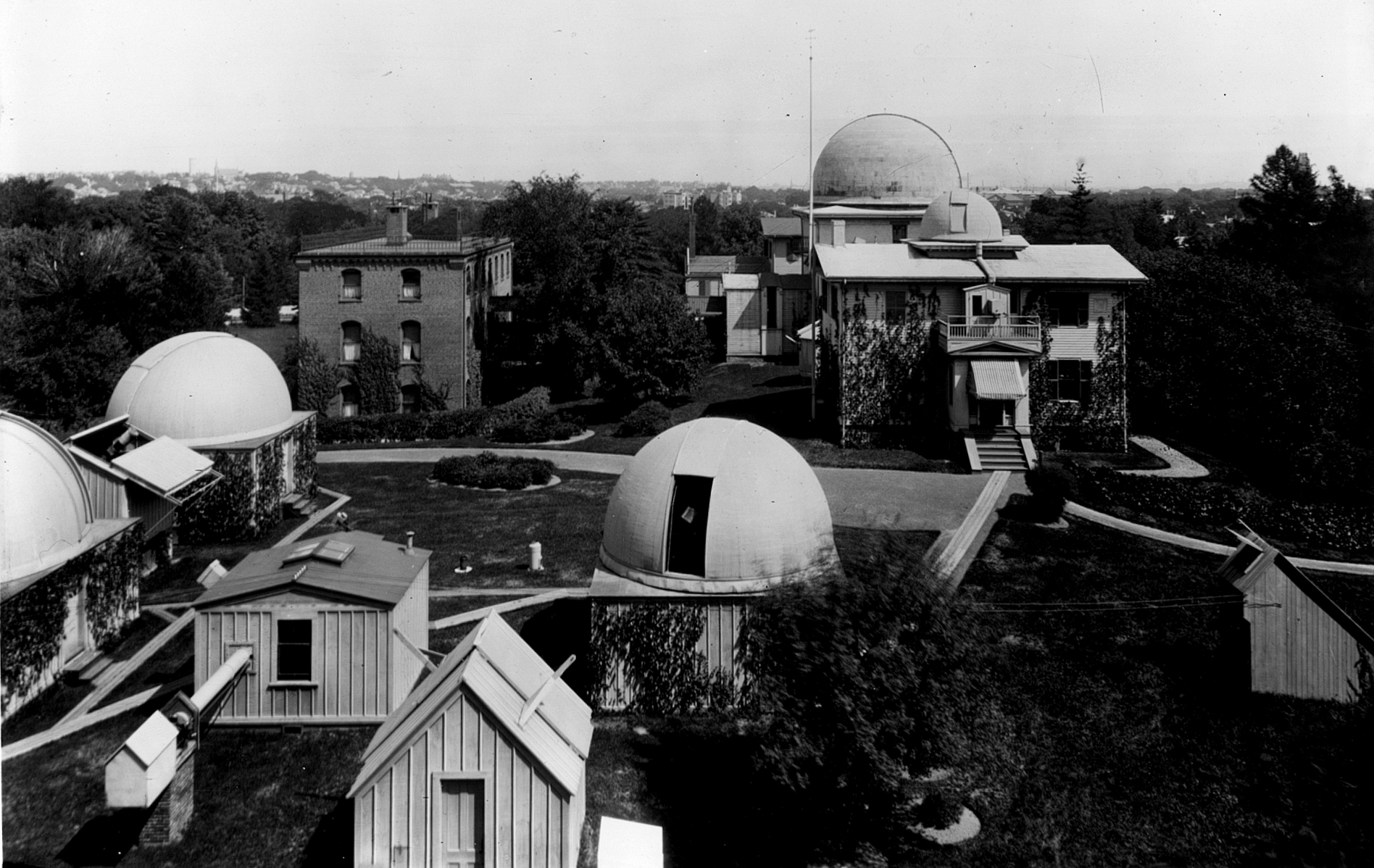
1899년경 하버드 대학 천문대. 멀리 하버드 광장 과 보스턴 시가 보인다. 전경에 있는 대부분의 망원경 돔은 더 이상 서 있지 않지만 1847년 "Great Refractor"가 있는 사진의 오른쪽 상단에 있는 가장 큰 돔은 여전히 남아 있다. 대형 굴절망원경은 1867년까지 미국에서 가장 큰 망원경이었다. 이것은 달의 사진 이미지를 찍은 최초의 망원경이었다.

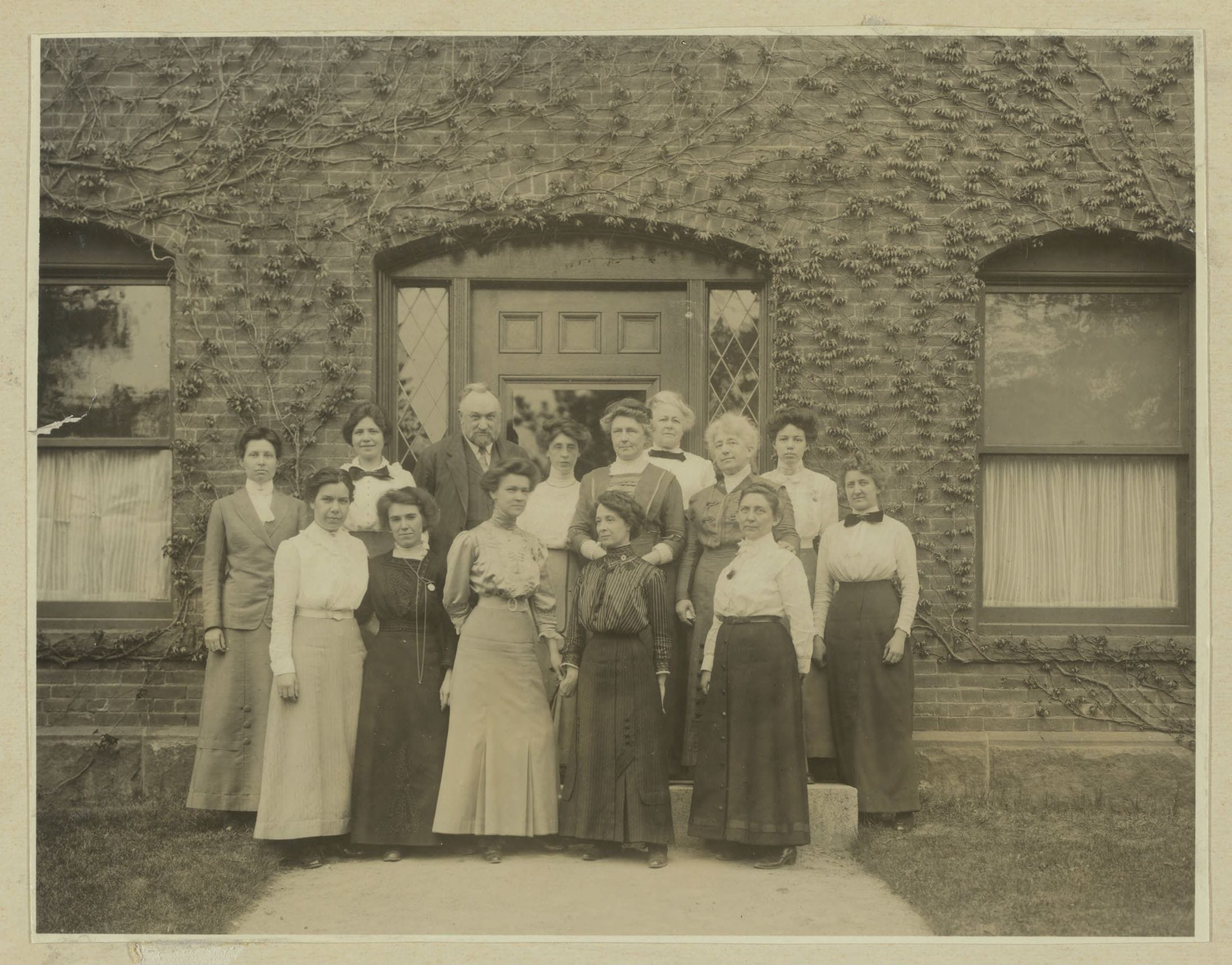
1913년 5월 13일 하버드 대학교 천문대의 C동 앞에 서 있는 하버드 대학 천문대의 "컴퓨터들". 천체 물리학 센터는 오늘날 같은 위치에 존재한다. 뒷줄(왼쪽부터 오른쪽): 마가렛 하우드 (맨 왼쪽), 몰리 오라일리, 에드워드 C. 피커링, 에디스 길, 애니 점프 캐논, 에블린 릴랜드 (캐넌 뒤), 플로렌스 쿠시먼, 마리온 화이트(쿠시먼 뒤), 그레이스 브룩스. 앞줄 : 아빌 워커(Arville Walker), 미상(아마도 Johanna Mackie), 알타 카펜터(Alta Carpenter), 마벨 길(Mabel Gill), 아이다 우즈(Ida Woods).

1835년 핼리 혜성의 귀환한 후, 천문학에 대한 대중의 관심이 다시 높아짐에 따라 하버드 대학교 천문대는 1839년 하버드 이사회(Harvard Corporation)에서 윌리엄 크렌치 본드(William Crench Bond)를 "대학교 천문학 관찰자 "(Astronomical Observer to the University)로 임명하면서 설립되었다. 운영의 첫 4년 동안 천문대는 하버드 야드 근처의 본드가 거주하였던 데이너-팔머 하우스(Dana-Palmer House)에 위치했으며 3개 정도의 작은 망원경과 천문 시계로 구성되었다. 당시 하버드 총장인 조시아 퀸시 3세(Josiah Quincy III)는 대학의 역사를 설명하는 그의 1840년 책에서 "... 적도의에 장착된 반사 망원경이 필요합니다. . ." 라고 언급하였다. 이 망원경인 15인치 "그레이트 리플렉터(Great Refractor)"는 7년 후(1847년) 케임브리지의 Observatory Hill 꼭대기에서 관측을 시작하였다. 이 망원경은 1847년부터 1867년까지 미국에서 가장 큰 망원경이었다. 윌리엄 본드와 선구적 사진가인 존 애덤스 휘플(John Adams Whipple)은 그레이트 리플렉터를 사용하여 투명한 달의 다게레오타이프(Daguerrotype)를 최초로 제작하여 1851년 런던 만국박람회에서 수상하였다. 본드와 그의 아들 조지 필립스 본드 (HCO의 두 번째 소장)는 이 망원경을 토성의 8번째 위성인 하이페리온 (윌리엄 라셀도 독립적으로 발견)을 발견하는 데 사용했다.
1877년부터 1919년까지 천문대는 에드워드 찰스 피커링(Edward Charles Pickering)의 지휘 하에 페루에 관측소를 설립하여 항성 스펙트럼과 등급에 대하여 세계적으로 주요한 생산자가 되었으며, 데이터 분석에 대량 생산 방법을 적용했다. 이 기간 동안에 HCO는 천문학 역사 상 일련의 주요한 발견의 호스트가 되었는데, 이는 천문대의 소위 "컴퓨터"(Pickering이 천문 데이터를 처리하기 위해 숙련된 작업자로 고용한 여성)에 의해 구동되었다. 이러한 "컴퓨터"에는 윌리어미나 플레밍, 애니 점프 캐넌, 헨리에타 스완 레빗, 플로렌스 쿠시먼(Florence Cushman) 및 앤토니아 모리(Antonia Maury)가 포함되어 있는데 이 들은 모두 과학사 주요 인물로 널리 알려져 있다. 예를 들어, 헨리에타 스완 레빗는 이른바 고전적 세페이트 변광성에 대한 주기-광도 관계를 발견하여, 은하까지의 거리를 측정할 수 있는 최초의 표준 촛불을 구축하였다. 현재 "레빗의 법칙"이라고 불리는 이 발견은 천문학 역사상 가장 기초적이고 중요한 발견 중 하나로 인정되고 있는데, 예를 들어, 에드윈 허블과 같은 천문학자들은 나중에 이 레빗의 법칙을 이용하여 빅뱅 모델의 주요 증거인 우주가 팽창하고 있음을 입증하였다.
1921년 피커링이 은퇴하자 HCO의 소장직은 할로 섀플리 (1920년 이른바 "대논쟁"의 주요 참가자)에게 넘어갔다. 이 시기는 레프클리프 칼리지 (천문대에서 도보로 가까운 거리에 소재)에서 여성 최초로 천문학 박사 학위를 받은 세실리아 페인가포슈킨의 연구로 유명해졌다. 페인가포슈킨의 1925년 논문은 별이 주로 수소와 헬륨으로 구성되어 있다고 제안했지만 당시에는 터무니 없는 생각이었다. 셰플리의 재임과 CfA의 형성 사이에 천문대는 도널드 H. 멘젤(Donald H. Menzel)과 레오 골드버그(Leo Goldberg)가 감독했으며, 둘 다 태양 및 항성 천체 물리학에서 널리 인정받은 프로그램을 유지했다. 멘젤은 스미스소미안 천체물리학 천문대가 케임브리지로 이전하고 HCO와 더 긴밀하게 협력하도록 장려하는 데 중요한 역할을 했다.

### 천체물리학 센터(CfA)로서의 공동 역사
결과적으로 천체물리학 센터를 낳게 되는 협력의 기반은 1955년 SAO가 케임브리지로 이전하면서 시작되었다. 프레드 위플은 이미 하버드 천문학 부서 (1931년 이후 HCO 내에 위치 )의 소장으로 이 새로운 시대의 시작과 함께 SAO의 새로운 소장으로 임명되었는데, 이는 HCO 및 SAO 전반에 걸친 통합 감독 모델의 초기 시험이었다. 그 후의 18년 동안 두 개의 독립적인 기관이 더욱 긴밀하게 병합되어 하나의 대규모 연구 센터로 효과적으로(비공식적으로) 운영되었다.
이 공동 관계는 1973년 7월 1일에 새로운 하버드-스미스소니안 천체물리학 센터로 공식화되었다. 당시 버클리 대학교와 제휴한 조지 B. 필드(George B. Field )가 첫 번째 소장으로 임명되었다. 같은 해에 새로운 천문학 저널인 《CfA Preprint Series》가 만들어졌고 스카이랩에 탑재되어 비행하는 CfA/SAO 기기에 의하여 태양의 코로나 구멍이 발견되었다. CfA의 설립은 초기에 CfA 과학자들이 주로 지배했던 새로운 주요 분야로서 X선 천문학의 탄생과 동시에 이루어졌다. "X선 천문학의 아버지"로 간주되는 리카르도 자코니는 1973년 그의 연구 그룹(당시 American Sciences and Engineering )의 대부분을 SAO로 이동하여 CfA 내에 새로운 고에너지 천체 물리학 부서를 설립했다. 이 그룹은 나중에 1976년에 아인슈타인 천문대 (최초의 이미징 X선 망원경 )를 시작하고 궁극적으로 찬드라 X선 천문대가 될 것의 제안과 개발을 이끌게 될 것이었다. '찬드라'는 미국 항공 우주국 (NASA)의 2번째 거대 관측소이며 여전히 역사상 가장 강력한 X 선 망원경인데 현재도 '찬드라 X 레이 센터'의 일환으로 작동을 계속하고 있다. 자코니는 X선 천문학에 대한 기초 연구로 2002년 노벨 물리학상을 수상했다.
아인슈타인 천문대가 출범한 직후 CfA의 스티븐 와인버그는 전기 약작용 통합에 대한 연구로 1979년 노벨 물리학상을 수상했다. CfA 소장인 조지 필드의 주관으로 10년동안 우주의 대규모 구조를 매핑하기 위한 최초의 시도로 획기적인 CfA 전색편이 조사(Redshift Survey)가 시작되었고 10년 간의 천문 및 천체 물리학 분야에서 설문조사로 영향력이 매우 높은 《Field Report》가 발간되기 시작하였다. 조지 필드의 후임으로 1982년 어윈 샤피로가 임명되었는데 그는 소장으로 재직하는 동안(1982~2004년)에 새로 명명된 프레드 로렌스 휘플 천문대(Fred Lawrence Whipple Observatory), 스페이스 셔틀에 탑재된 적외선 망원경 (IRT), MMT 천문대, 6.5미터 다중거울망원경, 태양 및 태양권 관측위성, 찬드라 엑스선 천문대을 포함하여 CfA의 관측 시설의 확장을 감독하였다. 이 기간 동안 CfA가 주도한 발견에는 초신성 1987A, CfA2 만리장성(당시 우주에서 알려진 가장 큰 응집성 구조)에 대한 정식 연구, 초거대질량 블랙홀에 대한 아직까지 가장 좋은 증거, 외계 행성에 대한 최초의 설득력 있는 증거가 포함된다.
1990년대에는 CfA가 의도하지 않게 컴퓨터 과학과 인터넷의 역사에서 중요한 역할을 하였다. 즉, 1990년에 SAO는 공개적으로 사용할 수 있는 세계 최초의 X11 기반 응용 프로그램 중 하나인 SAOImage를 개발했는데, 그 후속 제품인 DS9는 전 세계적으로 사용되는 천문 FITS 이미지 뷰어 여전히 가장 널리 사용된다. 이 기간 동안 CfA의 과학자들은 세계 최초의 연구 논문 온라인 데이터베이스 중 하나인 천체 물리학 데이터 시스템 (ADS)이 될 작업을 시작했다. 1993년에 이미 ADS에서는 오늘날 인터넷에서 이루어지는 기능의 하나인, 데이터베이스에서 대서양을 횡단하는 쿼리를 최초로 일상적으로 실행했다.

## CfA의 현재

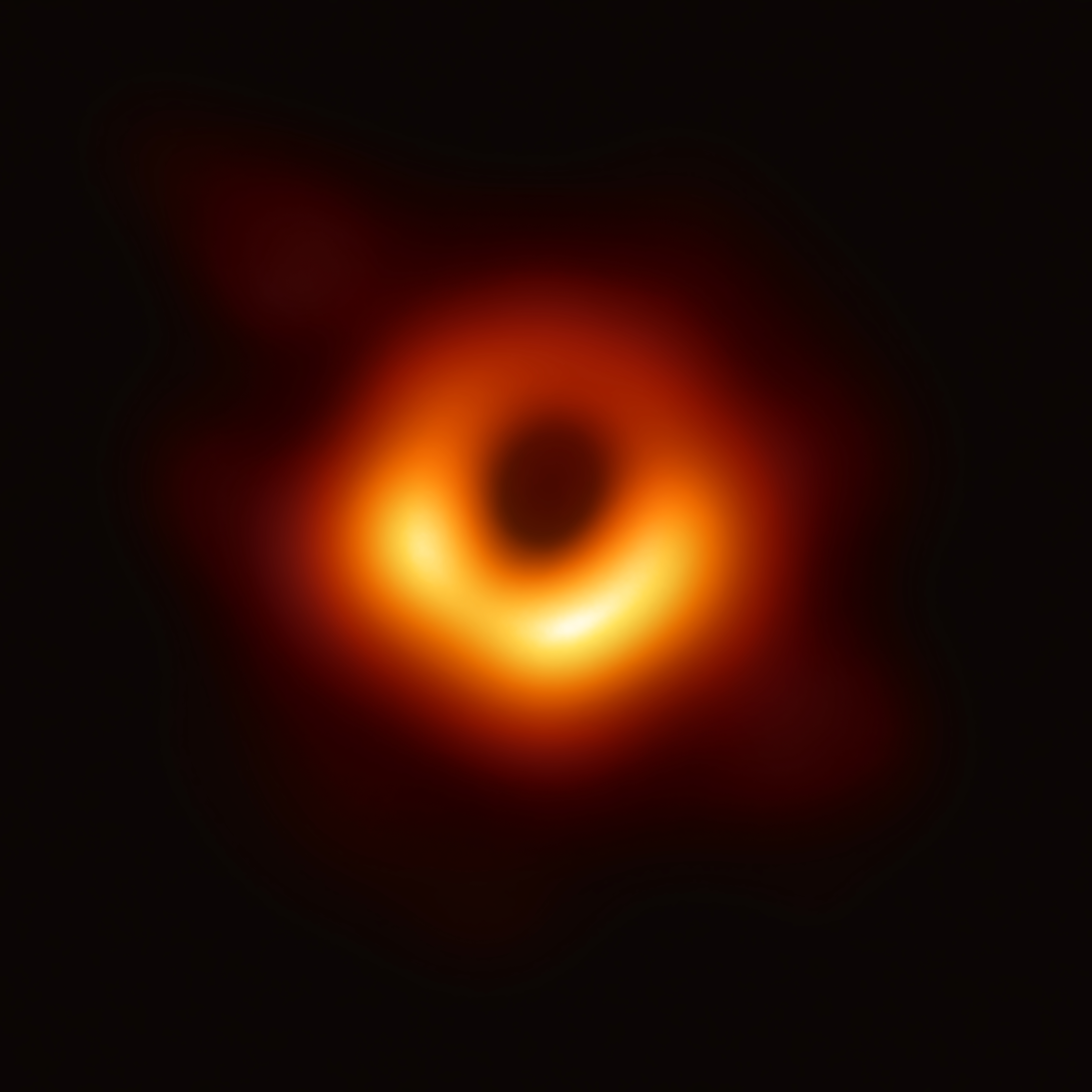
이벤트 호라이즌 망원경에 의하여 관측된 블랙홀의 광자 링에 대한 최초의 이미지 (M87*). CfA가 이 프로젝트에서 주된 역할을 하였다.

### CfA에서의 연구
거대하고 조밀한 후광 천체와 관련된 다수의 주요 업적으로 알려진 찰스 앨콕은 2004년 CfA의 세 번째 소장으로 임명되었다. 현재 찰스 앨콕은 세계에서 가장 크고 가장 생산적인 천문학적 기관 중 하나이며 850 명 이상의 직원과 연간 $100M USD를 초과하는 예산을 가지는 기관을 감독하고 있다. CfA 내에 위치한 하버드 대학교 천문학과(Harvard Department of Astronomy)는 약 60명의 박사 과정 학생, 100 명 이상의 박사후 연구원, 그리고 25명 내외의 하버드 칼리지(Harvard College) 천문학 및 천체 물리학 학부 전공자의 지속적인 충원을 유지하고 있다. 한편, SAO는 다수의 방문 대학원생 프로그램과 더불어 장기간 높은 평가를 받은 REU 여름 인턴 프로그램을 주최하고 있다. CfA에서는 미국내의 전문적인 천체 물리학 커뮤니티의 약 10%에 해당하는 인원이 적어도 일부의 경력이나 교육을 이곳에서 보낸 것으로 추정한다.
CfA는 프레드 로렌스 휘플 천문대, 서브밀리미터 어레이, MMT 관측소, 남극 망원경(South Pole Telescope), VERITAS 및 기타 여러 소형 지상 망원경의 운영을 주도하거나 주요 파트너이다. CfA의 2019-2024 전략 계획에는 센터의 최우선 과제로 거대 마젤란 망원경 건설이 포함된다.
찬드라 X선 천문대 이외에도 CfA는 최근에 발사된 파커 태양 탐사선, 케플러 우주망원경, 태양 활동 관측위성(SDO, Solar Dynamics Observatory) 및 제22호 과학위성 히노데를 비롯한 여러 우주 기반 관측 시설에서 중심적인 역할을 하고 있다. 최근에는, 2020년 천문 및 천체 물리학에 대한 10년 조사("Astro2020")의 일환으로 위탁되어 NASA의 지원을 받는 대규모 임무 개념 연구인 링스 X선 관측선(Lynx X-ray Observatory)에서 CfA는 스미스소니안 천체물리학 천문대를 통해, 중요한 역할을 수행했다. 만일 링스 X선 관측선(Lynx)가 발사된다면 지금까지 건설된 가장 강력한 X선 관측소가 될 것이며 찬드라 엑스선 천문대에 비해 성능이 한 단계 더 발전할 수 있을 것이다.
SAO는 이벤트 호라이즌 망원경 이사회(Event Horizon Telescope Board)의 13개 이해 관계자 기관 중 하나이며 CfA는 '어레이 운영 센터'를 주최하고 있다. 2019년 이 프로젝트에서 블랙홀의 최초의 직접 이미지를 공개했다. 그 결과는 관측 천문학의 승리일 뿐만 아니라 이론 천체 물리학과의 교차점의 승리로 널리 인정된다. 천체 물리학의 관측 및 이론 하위 분야의 통합은 창립 이래 CfA의 주요 초점이었다.
2018년 CfA는 하버드 대학교와 스미스소니언 협회 간의 공동 협력이라는 독특한 위상을 반영하기 위해 공식 이름을 "천체 물리학 센터 | 하버드 & 스미스소니안"으로 변경하여 명칭을 수정했다. 오늘날 CfA는 약 70%의 자금을 미국 항공 우주국에서, 22%는 스미스소니안 연방 기금, 4%는 미국 국립과학재단에서 지원 받는다. 나머지 4%는 미국 에너지부, 애넌버그 재단, 기타 기부 및 기부금을 포함한 기부자로부터 제공된다.

### 조직 구조
CfA 전체의 연구는 6개 부서와 7개 연구 센터로 구성된다.

#### CfA 내의 과학 부문
- 원자 및 분자 물리학 (AMP)
- 고에너지 천체물리학 (HEA)
- 광학 및 적외선 천문학 (OIR)
- 전파 및 지구 천문학 (RG)
- 태양, 항성 및 행성 과학 (SSP)
- 이론 천체 물리학 (TA)

#### CfA에서 주최하는 센터
- NASA의 찬드라 엑스레이 천문대 과학 운영 센터인 찬드라 엑스레이 센터(CXC)
- 이론 및 계산 연구소 (ITC)
- 이론 원자, 분자 및 광학 물리학 연구소 (ITAMP)
- 병렬 천체 물리학 컴퓨팅 센터 (CPAC)
- 마이너 플래닛 센터 (MPC)
- 망원경 데이터 센터 (TDC)
- 전파 망원경 데이터 센터 (RTDC)
- Solar & Stellar X선 그룹 (SSXG)

CfA는 또한 하버드 대학교 천문학과, 대규모 중앙 공학 및 계산 시설, 과학 교육 부서, 존 G. 월바흐(John G. Wolbach) 도서관, 세계 최대의 천문학 및 물리학 논문 데이터베이스(ADS) 및 세계 최대의 천체 사진 건판 컬렉션 등의 호스트이다.

### CfA가 운영에 참여하는 천문관측소

#### 지상 천문대
- 프레드 로렌스 휘플 천문대
- 거대 마젤란 망원경
- MMT 천문대
- 이벤트 호라이즌 망원경
- 남극 망원경
- 서브밀리미터 어레이
- 1.2미터 밀리미터파 망원경
- VERITAS(Very Energetic Radiation Imaging Telescope Array System)

#### 우주 기반 관측소 및 탐사선
- 찬드라 엑스레이 천문대
- 외계행성탐사위성 (TESS) 통과
- Parker 솔라 프로브
- 히노데
- 케플러
- 태양 역학 관측소(SDO)
- 태양 및 태양권 천문대(SOHO)
- 스피처 우주 망원경

#### 예정된 미래의 관측소
- 링스 엑스레이 천문대
- 거대 마젤란 망원경
- 머키슨(Murchison ) 광시야 어레이
- 평방 킬로미터 배열
- 팬스타즈
- 베라 C. 루빈 천문대 (종전 명칭은 Large Synoptic Survey Telescope)

## 같이 보기
- 천문대 일람